# Pseudobissetia
Pseudobissetia is een geslacht van vlinders van de familie grasmotten (Crambidae).

## Soorten
- P. terrestrellus (Christoph, 1885)
- P. ustalis Hampson, 1919